# Torre de la Compañía
La Torre de la Compañía es un convento de Bolivia, ubicado en la ciudad de Potosí, cerca a la Casa de la Moneda. Constituye el principal monumento religioso del siglo XVIII en Bolivia.
Su edificación se concibió como un arco de triunfo con 5 aberturas, 32 columnas y 3 cúpulas de media naranja, es una ostensible expresión de la época, en lo que se refiere a la religión católica.

## Historia
Según el historiador Mario Chacón, los jesuitas se instalaron en la ciudad de Potosí el año 1577, siendo el fundador de la orden el fray José de Acosta. La construcción de la iglesia de la Compañía de Jesús comenzó en 1581, una cuadra hacia el oeste de la plaza de armas, y fue concluida en el año de 1590. Era de adobe y ladrillo y mal fabricada, lo que hizo que se desplomase causando la muerte de tres jesuitas.
La iglesia de la Compañía de Jesús fue reconstruida en la primera mitad del siglo XVIII por el minero José de Quiroz. Su reconstrucción tuvo un costo de 40.000 pesos fuertes, y duró desde 1700 hasta 1707.